# Italia ai campionati del mondo di atletica leggera 2015
La squadra italiana ai campionati del mondo di atletica leggera 2015, disputati a Pechino dal 22 al 30 agosto, è stata composta da 33 atleti (14 uomini e 19 donne).
Ai 36 atleti inizialmente convocati dal direttore tecnico organizzativo delle squadre nazionali Massimo Magnani, si è aggiunto il marciatore Massimo Stano, mentre hanno dato forfait Alessia Trost, Fabrizio Schembri, Fabrizio Donato e Martina Giovanetti.
La squadra non ha conquistato nessuna medaglia, nella classifica dei finalisti si è piazzata 29ª con 11 punti.

## Uomini
| Specialità          | Atleta               | Turno     | Risultato | Prestazione | Note                                     |
| ------------------- | -------------------- | --------- | --------- | ----------- | ---------------------------------------- |
| 100 m               | Jacques Riparelli    | Batteria  | Eliminato | 10"41       |                                          |
| 800 m               | Giordano Benedetti   | Batteria  | Eliminato | 1'48"15     |                                          |
| 3 000 m siepi       | Jamel Chatbi         | Batteria  | Eliminato | 8'47"30     |                                          |
| Maratona            | Ruggero Pertile      | Finale    | 4º        | 2h14'23"    | Miglior prestazione personale stagionale |
| Maratona            | Daniele Meucci       | Finale    | 8º        | 2h14'54"    |                                          |
| Marcia 20 km        | Massimo Stano        | Finale    | 19º       | 1h22'53"    |                                          |
| Marcia 20 km        | Giorgio Rubino       | Finale    | 20º       | 1h23'23"    |                                          |
| Marcia 20 km        | Federico Tontodonati | Finale    | 27º       | 1h24'33"    |                                          |
| Marcia 50 km        | Marco De Luca        | Finale    | 16º       | 3h53'02"    |                                          |
| Marcia 50 km        | Matteo Giupponi      | Finale    | 17º       | 3h53'23"    |                                          |
| Marcia 50 km        | Teodorico Caporaso   | Finale    | 25º       | 3h56'58"    |                                          |
| Salto in alto       | Gianmarco Tamberi    | Qualifica | q         | 2,29 m      |                                          |
| Salto in alto       | Gianmarco Tamberi    | Finale    | 8º        | 2,25 m      |                                          |
| Salto in alto       | Marco Fassinotti     | Qualifica | dns       |             |                                          |
| Lancio del martello | Marco Lingua         | Qualifica | Eliminato | 72,85 m     |                                          |

## Donne
| Specialità          | Atleta | Turno      | Risultato | Prestazione | Note                                     |
| ------------------- | --- | ---------- | --------- | ----------- | ---------------------------------------- |
| 200 m               | Gloria Hooper                                                                                                   | Batteria   | Q         | 22"99       | Miglior prestazione personale stagionale |
| 200 m               | Gloria Hooper                                                                                                   | Semifinale | Eliminata | 22"92       | Miglior prestazione personale            |
| 400 m               | Libania Grenot                                                                                                  | Batteria   | q         | 51"64       |                                          |
| 400 m               | Libania Grenot                                                                                                  | Semifinale | Eliminata | 51"14       |                                          |
| 400 m               | Maria Benedicta Chigbolu                                                                                        | Batteria   | Eliminata | 52"48       |                                          |
| 1 500 m             | Margherita Magnani                                                                                              | Batteria   | Eliminata | 4'09"06     |                                          |
| 400 m ostacoli      | Yadisleidy Pedroso                                                                                              | Batteria   | Eliminata | 1'25"15     |                                          |
| Marcia 20 km        | Antonella Palmisano                                                                                             | Finale     | 5ª        | 1h29'34"    |                                          |
| Marcia 20 km        | Elisa Rigaudo                                                                                                   | Finale     | dq        |             | [ 6 ]                                    |
| Marcia 20 km        | Eleonora Anna Giorgi                                                                                            | Finale     | dq        |             | [ 6 ]                                    |
| Salto triplo        | Simona La Mantia                                                                                                | Qualifica  | Eliminata | 13,77 m     |                                          |
| Getto del peso      | Chiara Rosa | Qualifica  | Eliminata | 17,54 m     |                                          |
| Lancio del martello | Silvia Salis | Qualifica  | Eliminata | 66,80 m     |                                          |
| Staffetta 4×100 m   | Giulia Riva Irene Siragusa Anna Bongiorni Gloria Hooper (Riserve: Jessica Paoletta Ayomide Folorunso)           | Batteria   | Eliminata | 43"22       | Miglior prestazione personale stagionale |
| Staffetta 4×400 m   | Maria Benedicta Chigbolu Elena Bonfanti Ayomide Folorunso Chiara Bazzoni (Riserve: Marta Milani Libania Grenot) | Batteria   | Eliminata | 3'27"07     | [ 7 ]                                    |